# Poslušnost
Poslušnost v lidském chování vyjadřuje stav podřízení se, vykonávání rozkazů nebo bytí ovládán jiným způsobem. Poslušnost autoritě je sociálně psychologický pojem související se sociálním vlivem ve skupinách. Na rozdíl od ostatních typů sociálních vlivů je vyvolaný tlak explicitní. Autorita nařizuje jedinci, aby se choval způsobem, který by spontánně nepreferoval. Zároveň se vyznačuje monitoringem, zda osoba příkaz skutečně vykonala. Ovládaná osoba funguje v jakémsi zástupném módu, ve kterém deleguje odpovědnost za důsledky svých činů na autoritu.
Pojem poslušnost vůči autoritě se liší od pojmů vyhovění a konformita. Vyhovění a konformita souvisí s implicitním ovlivňováním chování, kdy se zdroje nesnaží přímo ovládat nebo trestat odpor.
V průběhu 60. a 70. let 20. století proběhlo několik experimentů zkoumajících sociální vliv autority. Výsledky překvapily nejen širokou a odbornou veřejnost, ale také samotné výzkumníky. Tento jev je vysvětlován všeobecnou tendencí podceňovat úlohu situačních faktorů a přeceňovat vliv osobnostních faktorů. Opakované experimenty však také dokázaly, že lidé příkazy zlovolné autority neuposlechnou pokaždé.

## Formy lidské poslušnosti
Formy lidské poslušnosti obsahují:
- poslušnost vůči zákonům
- podřízení se sociálním normám
- poslušnost monarchovi, vládě, organizaci, církvi
- poslušnost vůči Bohu / bohům
- poslušnost založená na uvalení omezení na sebe sama (například slib celibátu)
- poslušnost rodičům či jiným rodinným příslušníkům
- poslušnost vazala svému pánu (v feudálních systémech)
- poslušnost dominantní osobě (BDSM)
- poslušnost nadřízeným na pracovišti

## Situační determinanty poslušnosti
V provedených experimentech bylo vypozorováno množství situačních faktorů, které ovlivňují míru a intenzitu poslušnosti vůči autoritě.
Osoby podrobené moci autority jsou například méně ochotné uposlechnout rozkaz, pokud mohou smysly vnímat důsledky svých činů, které se příčí jejich postojům a morálním normám.
Míra poslušnosti kolísá v závislosti na vzdálenosti autority. Poslušnost také klesá pokud jsou příkazy udíleny nepřímo, skrz jinou osobu či informační médium.
Na poslušnost pozitivně působí profesionalita prostředí a autorit. Během pokusů se poslušnost až několikanásobně zvýšila, pokud byly instrukce udíleny osobou ve vědeckém plášti.
Poslušnost se rapidně snižuje, pokud na podrobovanou osobu působí více autorit s ne zcela jednotným, či dokonce protichůdným názorem.

## Další determinanty poslušnosti
Lidé mají životní zkušenost, že za poslušnost vůči autoritě budou odměňováni a za neposlušnost naopak trestáni. Zároveň je autorita ve většině[kdy?] společností vnímána za zákonnou, spolehlivou a důvěryhodnou instanci.[zdroj⁠?!] Vnímání autority je částečně dané kulturním pozadím. Poslušnost vůči autoritě může být u sociálních tvorů, včetně lidských bytostí, vštípená procesem učení, především v období socializace.
Extenzivní vštípení poslušnosti můžeme pozorovat například na armádním tréninku. Důležitou roli hraje postupná eskalace významnosti příkazů.

## Milgramův experiment
Sociální psycholog Stanley Milgram provedl v roce 1963 na Univerzitě v Yale experiment, který měl ukázat, jak daleko jsou lidé schopni zajít ve své poslušnosti k autoritě. Milgram se tak pokusil přispět k vysvětlení psychologických příčin holokaustu. Tento pokus se považuje za klíčový k vysvětlení mechanizmů poslušnosti k autoritě. Výsledky tohoto experimentu byly značně šokující.
Experiment proběhl v několika variacích, které umožnili odkrýt některé situační determinanty poslušnosti. Testovaným bylo řečeno, že budou zastávat roli „učitele“ v experimentu týkajícím se učení. Druhá postava „žáka“ měla za úkol se naučit odpovědi na určité otázky, z jejichž znalosti byla následně přezkušována. „Učitel“ měl za úkol kontrolovat správnost odpovědí. V případě chybných odpovědí byl „učitel“ instruován trestat „žáka“ elektrickými šoky. Důležitou roli hrála postava autority – vědce, který zadával instrukce, dohlížel na jejich plnění a povzbuzoval účastníka pokusu, aby pokračoval.
Hlavním poznatkem získaným z tohoto experimentu bylo poznání, že za určitých podmínek jsou psychicky zcela normální jedinci pod nátlakem autority ochotní aplikovat smrtící tresty na osoby, které se ničím neprovinily. Během pokusů čelily testované osoby silnému vnitřnímu konfliktu.

## Stanfordský vězeňský experiment
Takzvaný Stanfordský vězeňský experiment byl řízen a proveden roku 1971 americkým psychologem Philipem Zimbardem. Spočíval v uzavření určitého počtu dobrovolníků do uměle vytvořeného vězení v rolích vězňů a dozorců a sledování jejich chování. Experiment musel být předčasně ukončen kvůli neočekávané krutosti dozorců a psychickému stavu všech účastníků experimentu.
Hlavní závěr, který Zimbardo učinil z tohoto experimentu, byl názor, že brutální zločiny, například v době války, nejsou dílem narušených osobností, ale obyčejných lidí, vystavených nepřekonatelnému tlaku okolností. Vyvozené závěry jsou považovány za značně kontroverzní a jsou často zpochybňovány.